# Leptynia

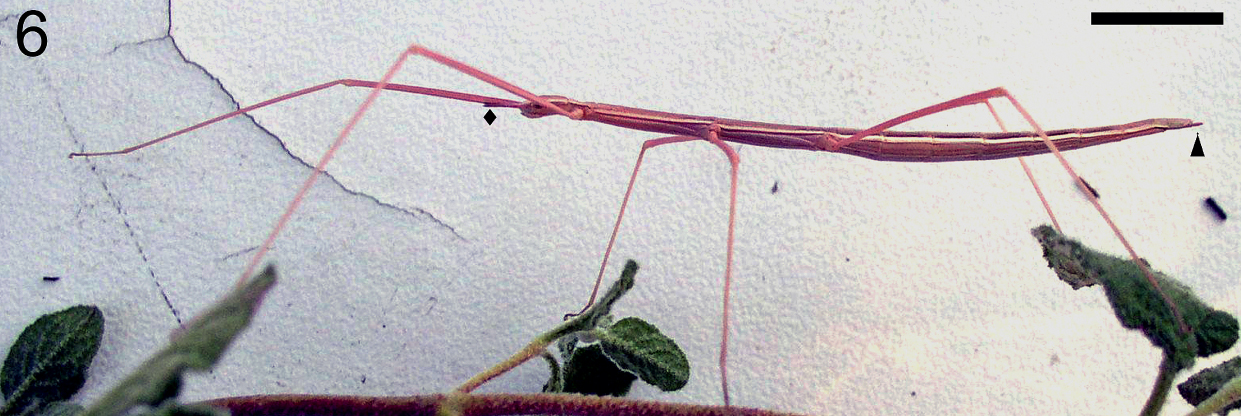
Leptynia annaepaulae

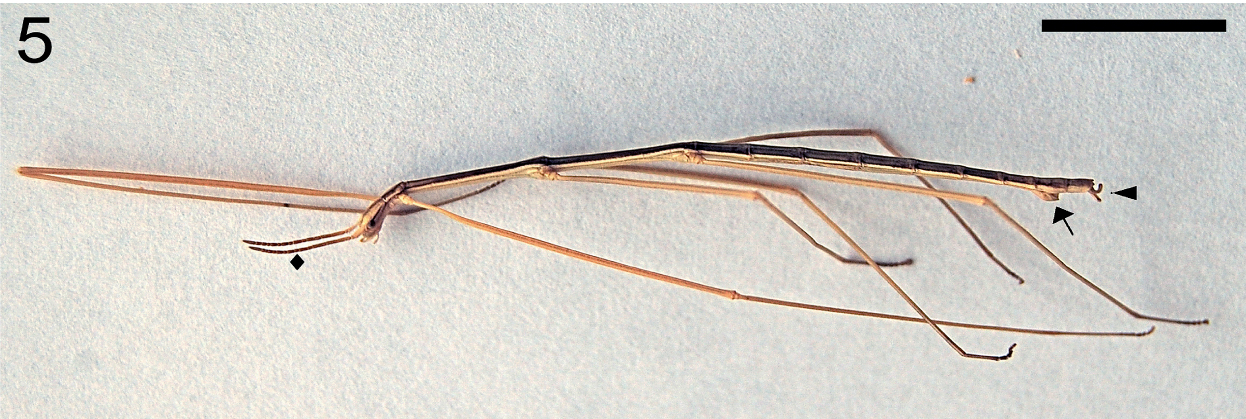
Holotyp Leptynia annaepaulae

Leptynia – rodzaj straszyków z rodziny Diapheromeridae i podrodziny Pachymorphinae. Obejmuje 6 opisanych gatunków. Większość jest endemitami Półwyspu Iberyjskiego. 

## Taksonomia i genetyka
Rodzaj oraz gatunek typowy opisał po raz pierwszy Joseph Pantel w 1890 roku. Autor ten umieścił w tym rodzaju również gatunek opisany w 1878 roku przez Ignacia Bolívara jako Bacillus hispanicus. W 1907 roku Carl Brunner von Wattenwyl zsynonimizował z nim kenijski rodzaj Camax, włączając doń gatunek opisany wcześniej jako Camax acuta. Nowy gatunek z rodzaju Leptynia opisany został w 1936 roku przez Salvadora Pizę, a kolejne dwa w 1996 przez Valeria Scaliego. W 2009 roku tenże autor dokonał rewizji europejskich przedstawicieli rodzaju, wyłączając zeń stanowiący w rzeczywistości kompleks gatunków L. hispanicus do nowego rodzaju Pijnackeria. Kolejnej rewizji dokonał w 2012 Scali wraz z Lilianą Milani i Marco Passamontim, opisując nowy gatunek i wyróżniając w obrębie gatunku typowego trzy podgatunki.
W sumie do rodzaju tego należą:
- Leptynia acuta (Karsch, 1898)
- Leptynia annaepaulae Scali, Milani & Passamonti, 2012
- Leptynia attenuata Pantel, 1890
  - Leptynia attenuata algarvica Scali, Milani & Passamonti, 2012
  - Leptynia attenuata attenuata Pantel, 1890
  - Leptynia attenuata iberica Scali, Milani & Passamonti, 2012
- Leptynia caprai Scali, 1996
- Leptynia montana Scali, 1996
- Leptynia platensis Piza, 1939

Wszystkie gatunki europejskie są dwupłciowe i diploidalne. U L. attenuata występuje system determinacji płci XY, a kariotyp u obu płci składa się z 36 chromosomów. Pozostałe gatunki mają system determinacji płci X0. U L. montana kariotyp samca to 2n=37, a samicy 2n=38. U L. caprai i L. annaepaulae kariotyp samca to 2n=39, a samicy 2n=40.

## Morfologia
Straszyki o smukłym ciele, znacznie cieńszym i krótszym u samca niż u samicy. Samce osiągają od 34 do 47,5 mm długości, a samice od 44 do 57 mm długości ciała. Podstawowe ubarwienie ciała jest jasnobrązowe lub cynamonowe, u samic L. annaepaulae z różowym odcieniem. Czułki są krótsze od przednich ud. U samców buduje je od 14 do 18 członów, a ich długość wynosi od 4,5 do 7 mm. Zbudowane z od 13 do 17 członów czułki samic mają od 3,1 do 5 mm długości. Środkowa i tylna para odnóży mają golenie o nierozwidlonych odsiebnie listewkach i tym samym pozbawione pólek wierzchołkowych (łac. areae apicale). Uda tylnej pary odnóży mają brzuszne krawędzie gładkie i swymi wierzchołkami sięgają u samców co najmniej do połowy szóstego i co najwyżej do połowy ósmego segmentu odwłoka, a u samic co najmniej do czwartego i co najwyżej do ćwierci długości siódmego segmentu odwłoka. 
Odwłok ma segment drugi co najmniej dwukrotnie dłuższy niż szeroki. Samce wyróżniają się od pokrewnego rodzaju Pijnackeria obecnością w genitaliach dobrze rozwiniętego vomeru subanalnego o długości około 1 mm. Budowa vomera odgrywa dużą rolę w oznaczaniu gatunków. U podgatunków L. attenuata i L. montana jego nasada jest w różnym stopniu nabrzmiała i szersza od trzonu, u L. caparai jest nienabrzmiała i szerokości trzonu, a u L. annaepaulae bardzo szeroka i spłaszczona. Przysadki odwłokowe u samca przekształcone są w klaspery, z których każdy ma w pobliżu nasady ząbek o długości i grubości charakterystycznej dla gatunku. Wierzchołek odwłoka u samic jest miękki, ścięty i zaopatrzony w wystające przysadki odwłokowe.
Jaja są silnie wydłużone, długości od 3,5 do 7,2 mm i szerokości wynoszącej od 0,13 do 0,32 ich długości. Barwa ich chorionu jest bardzo ciemnoszara po czarną. Płytka mikropylowa ma lancetowaty wierzchołek. Mikrorzeźbę kapsułki jajowej i płytki stanowią nieregularnie rozmieszczone ziarenka (mamelony) o średnicy około 2 μm. W przypadku kapsułki na tę mikrorzeźbę nałożona jest rzeźba w postaci rozproszonej siatki wypukłych prążków. Na wieczku i wypukłości polarnej prążki te są grubsze, silniej wyniesione i mogą przybierać postać wysoko  sterczących żeber (łac. cristae). W przeciwieństwie do rodzaju Pijnackeria jaja są przyklejane do gałązek, a nie pozostawiane na glebie.

## Występowanie
Wszystkie gatunki z kompleksu L. attenuata są endemitami Półwyspu Iberyjskiego. W Portugalii występuje L. attenuata z trzema podgatunkami, a z Hiszpanii znane są wszystkie gatunki tego kompleksu. Poza wspomnianym kompleksem klasyfikowane są dwa gatunki: znany tylko z Kenii L. acuta i znany tylko z Argentyny L. platensis.